# Libra (astrologia)
Libra (português brasileiro) ou Balança (português europeu) (♎) é o sétimo  signo astrológico do zodíaco, situado entre Virgem e Escorpião e associado à constelação de Libra. Seu símbolo é uma balança. Forma com Gêmeos/Gémeos e Aquário a triplicidade dos signos do Ar. É também um dos quatro signos cardinais, juntamente com Áries/Carneiro, Câncer/Caranguejo e Capricórnio. Com pequenas variações nas datas dependendo do ano, os librianos e librianas são as pessoas nascidas entre 23 de setembro e 
22 de outubro.

Libra é o único signo do zodíaco que não é representado por animal ou pessoa.